# Campeonato Mundial de Esgrima de 2026
El LXXXV Campeonato Mundial de Esgrima se celebrará en Hong Kong (China) en el año 2026 bajo la organización de la Federación Internacional de Esgrima (FIE) y la Federación Hongkonesa de Esgrima.